# Parádi Kálmán (zoológus)
Parádi Kálmán (Pest, 1842. április 25. – Kolozsvár, 1902. április 7.) zoológus, tanár, filozófiai író.

## Élete
Középiskolai tanulmányait Budapesten, Szegeden és Temesváron végezte.Vácon és Nyitrán teológiai, majd Budapesten filozófiai és pedagógiai tanulmányokkal foglalkozott, majd néhány docensi év eltelte után 1870-ben tanári vizsgát tett a budapesti egyetemen. Kolozsváron kapott középiskolai tanári állást, e közben 1870 és 1872 között a kolozsvári orvos-sebészeti tanintézetben anatómiát és fiziológiát tanult. A kolozsvári egyetem megnyitása után itt hallgatott három éven keresztül, 1872 és 1875 között természettudományi és orvosszaki előadásokat és gyakorlatilag foglalkozott természetrajzzal, szövettannal, összehasonlító anatomiával és fiziologiával.
Mint az erdélyrészi evangelikus református egyházkerületi igazgatótanácsnak tanügyi előadója, 1878-tól 1896-ig minden évben tanügyi jelentést írt az erdélyrészi evangelikus református egyházkerület összes kollegiumainak és népiskoláinak tanulmányi és statisztikai állapotairól. Ezek a jelentések az egyházkerületi közgyülés jegyzőkönyveiben és az erdélyi protestáns tanügyi folyóiratokban jelentek meg. Számos értekezése jelent meg erdélyi napilapokban és folyóiratokban. Ő írta és szerkesztette Az erdélyi evangélikus református egyházkerület fő-, közép- és elemi iskoláinak állapotrajzát. A következő szakdolgozatai önállóan is megjelentek:
- Szövet- és fejlődéstani adatok a tömlőbelü örvényférgek köréből (1876);
- A burgonya leghatalmasabb két ellensége korunkban (1877);
- Kolozsvár környékén talált tömlőbelü örvényférgek (1881);
- Intracellularis emésztés (1882);
- A synbiosis növény- és állattani tekintetben (1884);
- Physiologiai lélektan (1887);
- Az átöröklés megalkalmazkodás lélektana (1896);
- a Fauna regni Hungariae részére megirta a hazai Turbellariákat.
- A felügyelés, igazgatás és oktatás viszonyai az erdélyrészi evangelikus református egyházkerület tanintézeteiben 1896.